# Liliowiec Thunberga
Liliowiec Thunberga, lilijka Thunberga (Hemerocallis thunbergii Bak.) – gatunek ozdobnej byliny z rodziny złotogłowowatych. Pochodzi z Japonii. W Polsce roślina uprawiana. Kwitnie w sierpniu.

## Morfologia
PokrójTworzy gęste skupienia wąskich liści spomiędzy, których wyrastają łodygi zakończone kwiatostanem o wysokości do 50 cm.
KłączeKrótkie, mięsiste.
LiścieRównowąskie, odziomkowe.
KwiatyŚredniej wielkości, skupione w obfite kwiatostany.